# Villa Galvagnina Vecchia
Villa Galvagnina Vecchia è una costruzione che si trova tra il borgo di Coazze di Moglia e la frazione Galvagnina di Pegognaga.

## Storia
Non è dato sapere quale denominazione la villa avesse prima che venisse acquistata, probabilmente tra il '600 ed il '700, dai nobili Galvagni, assumendo così il nome di Galvagnina Superiore e poi di Galvagnina Vecchia, e risulta quindi estremamente arduo risalire alle origini di questo monumento. 
Una tesi, non confortata da documenti, è quella che data la costruzione della villa al 1461 per mano di un certo architetto Giorgio da Guastalla su ordine del marchese di Mantova Ludovico III (marchese dal 1444 al 1478). Secondo un'altra tesi, la fondazione potrebbe risalire al marchese Francesco II, marito di Isabella d'Este, grande amatore di cavalli e dell'attività venatoria. Il marchese, invero, avrebbe potuto avere notevole interesse a far erigere il fabbricato, quale centro di allevamento e residenza di caccia, nella campagna mogliese, a tratti acquitrinosa ed impervia, ma anche ricca di selvaggina ed adatta all'addestramento dei destrieri. Secondo questa tesi la corte agreste sarebbe stata per le medesime passioni molto cara anche al figlio di Francesco II, il duca Federico, il quale dopo la venuta a Mantova di Giulio Romano nel 1524, avrebbe ordinato al maestro, subito impegnato nella costruzione di Palazzo Te e in altre commissioni d'architettura e di pittura, di trasformare il massiccio e nudo palazzo in una sontuosa dimora di campagna. L'intervento potrebbe essere stato programmato in vista della visita dell'imperatore Carlo V, calato a Mantova nel 1530 con a fianco il cardinale Ercole Gonzaga, fratello di Federico. È certo infatti che l'imperatore del Sacro Romano Impero, in tale occasione, fu ospite in molte delle dimore rurali gonzaghesche, e con ogni probabilità partecipò a battute di caccia anche alla "Moja". È poi certo che nella seconda metà del '500 Guglielmo Gonzaga, duca di Mantova (1550-1587) e di Monferrato (1573-1587), ordinò alcuni lavori di ornamento del palazzo, dal momento che sul camino di una stanza del piano superiore si vede affrescato lo stemma da lui assunto nel 1573, quando l'Imperatore Massimiliano gli conferì appunto il titolo di duca del Monferrato. Si ignora quando il tenimento abbia cessato di essere proprietà dei signori di Mantova. Da documenti del '700 si scopre tuttavia che la corte è ormai in proprietà dei nobili Galvagni, presenti nella zona già dal '500 con possedimenti via, via, sempre più estesi. 
La storia recente del prezioso palazzo agreste appare assai lontana dagli antichi fasti. Dopo numerosi passaggi di proprietà il fabbricato è adibito per decenni ad abitazione contadina ed in parte utilizzato come rustico e pollaio. Lo scorrere del tempo, l'incuria e taluni deprecabili interventi edilizi causano danni irreparabili all'edificio e agli affreschi. Nel 1939 un intervento della Sovrintendenza ai Monumenti scongiura la completa deturpazione del monumento, ma nel 1961 la Sovrintendenza stessa è interpellata per ottenere il nulla osta all'abbattimento, essendo l'edificio pericolante. I proprietari e locatori dell'antico fabbricato sono intimati a far sgomberare l'edificio dai conduttori. Lo sgombero avviene all'inizio del 1963. Nel 1967 crollano circa 15 metri quadrati di tetto. L'interessamento per le gravissime condizioni dell'edificio conducono dapprima il "Fondo Andrea Mantegna" ad effettuare una donazione a favore del Comune di Mantova per l'acquisto di Villa Galvagnina ed in seguito il Comune di Mantova a formalizzare l'acquisto. Da allora Galvagnina Vecchia è in proprietà del Comune di Mantova. Nel 1989, in occasione delle celebrazioni giuliesche, la villa è stata aperta al pubblico con una considerevole affluenza di visitatori. È stato l'ultimo momento di gloria per l'antica residenza di caccia dei Gonzaga.

## Edificio
Grande casa signorile rinascimentale internamente decorata da affreschi del Giulio Romano o, più probabilmente, da allievi dell'illustre maestro, il fabbricato si presenta come un edificio dalla pianta quadrata imperfetta (21,5 m x21 m) che si articola su due piani. Dotato di un ampio salone a pian terreno (12,50 x 10) e di numerose stanze, all'interno possono essere ancora apprezzati, oltre agli affreschi, il pavimento con formelle originali e i soffitti lignei a cassettoni. Uno stemma dipinto su un camino attesta che il palazzo appartenne ai Gonzaga. La villa si trova in uno stato di cattiva conservazione, nonostante da tempo si parli di un recupero e siano stati stilate ipotesi di recupero. Il terremoto del 2012 ha ulteriormente aggravato la situazione.
Nell'aprile 2017 è nato un progetto per la salvaguardia e il recupero dell'edificio.